# مونرو ألين وول
مونرو ألين وول (بالإنجليزية: Monroe Eliot Wall)‏ هو كيميائي أمريكي، ولد في 1916 في نيوآرك في الولايات المتحدة، وتوفي في 6 يوليو 2002.